# Vilijem iz Moerbeka
Viljem iz Moerbeka, (nizozemsko: Willem van Moerbeke; latinsko: Guillelmus de Morbeka), je bil srednjeveški prevajalec filozofskih, medicinskih in znanstvenih besedil iz grškega jezika v latinščino. Njegovi prevodi so bili vplivni že v njegovem času, ko je bilo na voljo le malo konkurenčnih prevodov, spoštovani so tudi s strani današnjih učenjakov. Po poklicu je bil poleg prevajalca še katoliški duhovnik, nadškof in filozof.

## Biografija
Viljem iz Moerbeka je bil po poreklu Flamec (njegov priimek pove, da izhaja iz Moerbeka blizu Geraardsbergna) in po poklicu dominikanec. O njegovem življenju je malo znanega. V dominikanski priorat je vstopil v Gentu in kasneje študiral v Parizu in Kölnu, kjer je verjetno delal z Albertom Velikim. Spomladi 1260 je bil najverjetneje v Nikeji, kjer je bil imenovan za kaplana in spovednika papeža Klemena IV. in petih naslednjih papežev. Jeseni istega leta je bil v Tebah, kjer so bili dominikanci nastanjeni od leta 1253 in kjer je datiral svoj prevod Aristotelovega dela O živalih (De Partibus Animalium).  
Nekateri viri pravijo, da je prebival na papeškem sodišču v Viterbu (od novembra 1267 do junija 1271) in se tam seznanil z latinskim prevajalcem Vitelijem, le temu je posvetil latinsko optično grožnjo Perspectiva (tudi imenovan Opticae libri decem). Leta 1272 se je Viljem preselil v Orvieto in se pojavil na koncilu v Lyonu leta 1274. Nato je od leta 1278 do njegove smrti leta 1286 (verjetno nekaj mesecev pred imenovanjem njegovega naslednika za škofa oktobra 1286) zasedal latinsko nadškofijo v Korintu, katoliški sedež, ustanovljen na severovzhodnem Peloponezu (Grčija) po četrti križarski vojni. Ni jasno, koliko časa je dejansko preživel na sedežu; dokumenti pravijo, da je na misijonu v Perugii leta 1283 narekoval svojo voljo. 
Povezali so ga s filozofom Tomažom Akvinskim, matematikom Janezom Kampanom, šlezijskim naravoslovcem in zdravnikom Witelom ter astronomom Henrijem Bateom iz Mechlina, ki je Williamu posvetil svojo razpravo o astrolabu. 
Po njem naj bi bila poimenovana majhna grška vas Merbaka z izjemno cerkvijo iz poznega 13. stoletja leži med Argosom in Mikenami.

## Prevodi
Na domnevno zahtevo Akvinskega – izvorni dokument glede tega ni jasen – se je lotil popolnega prevoda Aristotelovih del neposredno iz grščine ali, za nekatere dele, revizije obstoječih prevodov. Razlog za prošnjo je bil, da je veliko izvodov Aristotela v latinščini, ki so tedaj v obtoku, izviralo iz arabščine, katere besedila so pogosto šla skozi sirske različice, namesto da bi bila prevedena iz izvirnikov. 
Akvinski je napisal svoj komentar na Aristotelovo De Anima, katerega prevod iz Grščine je Viljem dokončal leta 1267. 
Viljem je bil prvi prevajalec Aristotelove Politike (ok. 1260) v latinščino, saj to delo, za razliko od drugih del Aristotelovega korpusa, ni bilo prevedeno v arabščino. Bil je tudi odgovoren za enega od treh srednjeveških latinskih prevodov Aristotelove Retorike. Viljemovi prevodi so bili v 14. stoletju že standardna klasika, ko je Henricus Hervodius poudaril njihovo trajno vrednost; bili so dobesedni (de verbo in verbo), zvesti duhu Aristotela in brez olepševanja. Viljem je prevedel tudi matematične razprave Herona iz Aleksandrije in Arhimeda. Posebej pomemben je bil njegov prevod Proklejevih Elementov Teologije (nastal leta 1268), to delo je eden od temeljnih virov oživljenih novoplatonskih filozofskih tokov 13. stoletja.
Viljem je delal z dvema najboljšima bizantinskima grškima Arhimedovima rokopisoma, ki sta od takrat izginila.

## V sodobni kulturi
V delu Umberta Eca, Ime Rože, ki je postavljena v 1320-ih, je med menihi nekaj razprave o Aristotelovem delu Poetika. Jorge iz Burgosa je to knjigo obsodil, ker so o njej izvedeli od «nevernih Mavrov«. Toda glavni junak, Viljem iz Baskervilla, je vedel, da je Aristotelovo Poetiko pred kratkim neposredno iz grščine v latinščino prevedel Viljem iz Moerbeka.

### Tiskano
1. "Witelo (dim. di Wito o Wido "Guido"; latinizz. Vitellio, it. Vitellione)". Dizionario di filosofia (in Italian). Treccani. [Vitellius] was in viterbo a friend of wWlhelm of Moerbeke
2. Jean Pierre Torrell,Saint Thomas Aquinas: The Person and His Work, Washington: The Catholic University of America Press, 1996, Volume 1 p. 161 ff.
3. "Aristutalis" in Encyclopedia of Islam 2nd. ed. Brill, Leiden, Vol.1 p. 631.

### Internet
- William of Moerbeke [citirano 27. 11. 2021]. Dostopno na naslovu: https://www.encyclopedia.com/humanities/encyclopedias-almanacs-transcripts-and-maps/william-moerbeke-c-1215-c-1286
- William of Moerbeke [citirano 27. 11. 2021]. Dostopno na naslovu: https://www.newadvent.org/cathen/15634a.htm
- William of Moerbeke [citirano 27. 11. 2021]. Dostopno na naslovu: https://www.britannica.com/biography/William-of-Moerbeke
- William of Moerbeke [citirano 27. 11. 2021]. Dostopno na naslovu: https://www.cambridge.org/core/books/abs/interpreting-proclus/william-of-moerbeke-translator-of-proclus/EEB70A8922E52F8FD899767E0EDCEC25
- William of Moerbeke [citirano 27. 11. 2021]. Dostopno na naslovu: https://www.researchgate.net/publication/293091695_William_of_Moerbeke_translator_of_Proclus

== Sklic i== 
1. ↑  Record #118633007 // Gemeinsame Normdatei — 2012—2016.
2. 1 2 3  Большая российская энциклопедия — Moskva: Большая российская энциклопедия, 2004.
3. ↑  Bell A. Encyclopædia Britannica — Encyclopædia Britannica, Inc., 1768.
4. ↑  (neimenovan naslov) — ISBN 978-94634-01838